# بانسو سورال
بانسو سورال (بالتركية: Bensu Soral)‏ مواليد 23 مارس 1991، في مدينة بورصة تركيا، شقيقتها الممثلة التركية هاندا سورال. تخرجت من كلية الفنون الجميلة، وكانت بداية بانسو الفنية عام 2012 من خلال دور عائشة في المسلسل لا تترك الطريق Yol Ayrımı، ثم مسلسل الضمير في عام 2013.
واكتسبت بانسو سورال شهرة كبيرة في عام 2015 من خلال دور آصلي في مسلسل الحلوات الصغيرات الكاذبات.
وحصلت بانسو سورال على جائزة الفراشة في نسختها 42 عام 2015، كما فازت في نفس العالم بالمركز العاشر كأجمل ممثلة تركية وفقا لمجلة ماري كوري التركية ومن أهم أعملها مسلسل في الداخل.

## روابط خارجية
- بانسو سورال على موقع IMDb (الإنجليزية)
- بانسو سورال على موقع روتن توميتوز (الإنجليزية)
- بانسو سورال على موقع قاعدة بيانات الأفلام العربية
- بانسو سورال على موقع ألو سيني (الفرنسية)
- بانسو سورال على موقع قاعدة بيانات الفيلم (الإنجليزية)
- بانسو سورال على موقع كينوبويسك (الروسية)